# The Magus
The Magus (br.: O Mago) é um filme britânico de 1968 do gênero Mistério, dirigido por Guy Green. O roteiro é de  John Fowles (que faz uma participação como o capitão do barco), baseado em seu livro homônimo. O filme é conhecido como "God Game" no Reino Unido e "Teuflische Spiele" na Alemanha. Com locações na Espanha, Grécia e Inglaterra e uma bonita fotografia que foi indicada ao BAFTA.
O filme foi muito criticado pelos especialistas, o que deixou Fowles bastante desapontado, embora atribuísse ao diretor a maior responsabilidade pelo mau resultado.

## Elenco
- Michael Caine...Nicholas Urfe
- Anthony Quinn...Maurice Conchis
- Candice Bergen...Lily
- Anna Karina...Anne
- Paul Stassino...Meli
- Julian Glover...Anton
- Takis Emmanuel...Kapetan
- George Pastell...Andreas

## Sinopse
Nicholas Urfe é um escritor inglês em crise existencial que resolve aceitar um posto de professor de língua inglesa na distante ilha grega de Phraxos e com isso também terminar o relacionamento amoroso com Anne, uma aeromoça francesa. Ao chegar na ilha, Nicholas encontra o misterioso Maurice Conchis a quem os habitantes não o conhecem por esse nome pois o homem fora dado como morto durante a Segunda Guerra Mundial após ser acusado de colaboracionismo com os invasores nazistas. Nicholas continua a visitar Conchis e descobre na casa dele a presença de uma mulher, a bela americana Lily, quem a princípio vira em retrato que seu anfitrião informara ser de uma pessoa que morrera durante a Primeira Guerra Mundial. Ao se certificar de que a mulher existe e não é um fantasma, Nicholas acha que está sendo vítima de um jogo doentio de Conchis mas está disposto a continuar pois se sente atraído por Lily e quer descobrir a verdadeira relação dela com o homem misterioso.